# West Burke
West Burke es una villa ubicada en el condado de Caledonia en el estado estadounidense de Vermont. En el año 2010 tenía una población de 343 habitantes y una densidad poblacional de 311,82 personas por km².

## Geografía
West Burke se encuentra ubicado en las coordenadas 44°38′29″N 71°58′43″O / 44.64139, -71.97861.

## Demografía
Según la Oficina del Censo en 2000 los ingresos medios por hogar en la localidad eran de $25,000 y los ingresos medios por familia eran $31,250. Los hombres tenían unos ingresos medios de $34,167 frente a los $26,875 para las mujeres. La renta per cápita para la localidad era de $16,764. Alrededor del 27.8% de la población estaba por debajo del umbral de pobreza.